# Andrea Thompson
Rebecca Andrea Thompson, född 6 januari 1960 i Dayton i Ohio, är en amerikansk skådespelerska, tv-personlighet och före detta fotomodell.

## Biografi
Andrea Thompson föddes i Dayton, Ohio i USA, men växte mestadels upp i Australien dit hennes familj flyttat när hon var sju år. Hon upptäcktes tidigt av modeindustrin och arbetade som fotomodell samtidigt som hon utbildade sig till skådespelerska.
Thompson har medverkat i flera tv-serier varav hennes mest kända roller hittills varit som Genele Ericson i Maktkamp på Falcon Crest, som telepaten Talia Winters i science fiction-serien Babylon 5, Allison Krennick i första säsongen av På heder och samvete samt som kriminalpolisen Jill Kirkendall under tre säsonger av På spaning i New York.
Andrea Thompsons mest kända roll på film hittills var i  Oliver Stones Wall Street. Hon har även haft gästroller i Quantum Leap, Baywatch, Mord och inga visor, 24, Bones och Criminal Minds.
Thompson har utöver skådespeleriet arbetat som journalist på de amerikanska tv-kanalerna ABC och CNN. Hon lämnade jobbet på CNN sedan nakenscener från hennes tidigare filmer inspelade under 1980-talet börjat cirkulera på internet.

### Privatliv
Mellan 1995 och 1997 var hon gift med Jerry Doyle som var en av hennes motspelare i Babylon 5. Tillsammans har de sonen Al.

## Filmografi
- 1987 – Wall Street
- 1989–1990 – Maktkamp på Falcon Crest (TV-serie) (19 avsnitt)
- 1990 – Quantum Leap (TV-serie) (1 avsnitt)
- 1991 – Baywatch (TV-serie) (2 avsnitt)
- 1991 – Mord och inga visor (TV-serie) (1 avsnitt)
- 1994–1995 – Babylon 5 (TV-serie) (44 avsnitt)
- 1996–2004 – På heder och samvete (TV-serie) (9 avsnitt)
- 1996–2000 – På spaning i New York (TV-serie) (77 avsnitt)
- 2003–2004 – 24 (TV-serie) (5 avsnitt)
- 2007 – Bones (TV-serie) (1 avsnitt)
- 2009 – Criminal Minds (TV-serie) (1 avsnitt)
- 2010 – Fallout: New Vegas (TV-serie) (röst i datorspel)